# Lista de ministros de Portugal (Br–Cl)
Este artigo faz parte de uma série contendo uma lista de ocupantes de cargos ministeriais (ou equivalentes) de Portugal, entre a instauração do governo liberal da regência de D. Pedro a 15 de março de 1830 e a atualidade, incluindo membros do governo hierarquicamente superiores aos ministros: chefes de governo e vice-chefes de governo.
A informação apresentada inclui o nome comum pelo qual o ministro é conhecido; o seu retrato (quando existente na Wikipédia); o cargo ou cargos ministeriais que ocupou, incluindo informação sobre a posição ordinal na lista de ministros desse cargo, o número de vezes em que serviu no cargo, e eventuais períodos interinos ou de nomeações sem tomada de posse; o período ou períodos em que serviu (no formato "ano–ano") e o governo ou governos em que serviu (incluindo o chefe de governo respetivo).
Devido a questões práticas de espaço e de tempo de carregamento da página, esta lista é a segunda de oito sublistas, organizadas alfabeticamente por ordem do último apelido (ou sobrenome, em português brasileiro) do nome pelo qual é comummente conhecido o ministro, respeitando-se as regras descritas em Lista de ministros de Portugal.
- Lista de ministros de Portugal (Ab–Bo)
- Lista de ministros de Portugal (Br–Cl)
- Lista de ministros de Portugal (Co–Fa)
- Lista de ministros de Portugal (Fe–La)
- Lista de ministros de Portugal (Le–Me)
- Lista de ministros de Portugal (Mi–Pe)
- Lista de ministros de Portugal (Pi–Sa)
- Lista de ministros de Portugal (Sc–Ze)

## Lista
Legenda de cores
Legenda de abreviaturas
int. — Interino

n.e. — Não empossado

G.R. — Governo da Regência

M. — Governo da Monarquia Constitucional

G.P. — Governo Provisório

R. — Governo da Primeira República

D. — Governo da Ditadura Militar ou da Ditadura Nacional

E.N. — Governo do Estado Novo

P. — Governo Provisório da Terceira República

C. — Governo Constitucional da Terceira República
|                                                   | Ministro (Nascimento–Morte)                                               | Retrato                              | Cargo                                                | Ordem                                                                             | Período | Governo (Chefe de governo)                                           | Observações |
| ------------------------------------------------- | ------------------------------------------------------------------------- | ------------------------------------ | ---------------------------------------------------- | --------------------------------------------------------------------------------- | --- | -------------------------------------------------------------------- | --- |
|                                                   | Braamcamp, Anselmo José (1819–1885)                                       |                                      | Ministro do Reino                                    | 44.º                                                                              | 1862–1864 | XXV M. (Loulé)                                                       | Interino sem haver um ministro efetivo. |
| Ministro dos Negócios Eclesiásticos e de Justiça  | Braamcamp, Anselmo José (1819–1885)                                       | int.                                 | 1863                                                 | XXV M. (Loulé)                                                                    | Interino em substituição de Gaspar Pereira da Silva. |                                                                      | |
| Ministro da Fazenda                               | Braamcamp, Anselmo José (1819–1885)                                       | 47.º                                 | 1869–1870                                            | XXX M. (Loulé)                                                                    | |                                                                      | |
| Presidente do Conselho de Ministros               | Braamcamp, Anselmo José (1819–1885)                                       | 35.º                                 | 1879–1881                                            | XXXVII M. (Braamcamp)                                                             | |                                                                      | |
| Ministro dos Negócios Estrangeiros                | Braamcamp, Anselmo José (1819–1885)                                       | 55.º                                 | 1879–1881                                            | XXXVII M. (Braamcamp)                                                             | |                                                                      | |
| Ministro da Marinha e Ultramar                    | Braamcamp, Anselmo José (1819–1885)                                       | 73.º M. 73.º U.                      | 1880                                                 | XXXVII M. (Braamcamp)                                                             | Interino sem haver um ministro efetivo. |                                                                      | |
|                                                   | Braga, Alexandre (1871–1921)                                              |                                      | Ministro do Interior                                 | 89.º                                                                              | 1914–1915 | VIII R. (Azevedo Coutinho)                                           | |
| Ministro da Justiça e dos Cultos                  | Braga, Alexandre (1871–1921)                                              | 121.º J. 114 C.                      | 1917                                                 | XIV R. (Costa)                                                                    | |                                                                      | |
| Ministro dos Negócios Estrangeiros                | Braga, Alexandre (1871–1921)                                              | int.                                 | 1917                                                 | XIV R. (Costa)                                                                    | Interino em substituição de Augusto Vieira Soares. |                                                                      | |
|                                                   | Braga, Carlos Lloyd (1928–1997)                                           |                                      | Ministro da Educação e Cultura                       | 77.º E. 7.º C.                                                                    | 1978 | III C. (Nobre da Costa)                                              | |
|                                                   | Braga, Teófilo (1843–1924)                                                |                                      | Presidente do Governo Provisório                     | 54.º                                                                              | 1910–1911 | G.P. (I R.) (Braga)                                                  | |
|                                                   | Bragança, Eduardo Aguiar de (1888–1963)                                   |                                      | Ministro do Comércio e Comunicações                  | 101.º C.io 37.º C.ções                                                            | 1928–1929 | V D. (Freitas)                                                       | |
|                                                   | Brak-Lamy, José António Ferreira (1780–1847)                              |                                      | Ministro do Reino                                    | 2.º                                                                               | 1831 | G.R.                                                                 | |
| Ministro dos Negócios Eclesiásticos e de Justiça  | Brak-Lamy, José António Ferreira (1780–1847)                              | 2.º N.E. 2.º J.                      | 1831                                                 | G.R.                                                                              | |                                                                      | |
| Ministro da Fazenda                               | Brak-Lamy, José António Ferreira (1780–1847)                              | 2.º                                  | 1831                                                 | G.R.                                                                              | |                                                                      | |
| Ministro dos Negócios Estrangeiros                | Brak-Lamy, José António Ferreira (1780–1847)                              | 2.º                                  | 1831                                                 | G.R.                                                                              | |                                                                      | |
|                                                   | Branco, António Aresta (1862–1952)                                        |                                      | Ministro da Marinha                                  | 119.º                                                                             | 1917–1918 | XV R. (Pais)                                                         | |
|                                                   | Branco, António Roberto Lopes (1808–1889)                                 |                                      | Ministro da Fazenda                                  | 28.º                                                                              | 1849 | XVII M. (Saldanha)                                                   | |
|                                                   | Branco, Fernando (1880–1940)                                              |                                      | Ministro dos Negócios Estrangeiros                   | 133.º                                                                             | 1930–1932 | VII D. (Oliveira)                                                    | |
| Ministro da Marinha                               | Branco, Fernando (1880–1940)                                              | int.                                 | 1930                                                 | VII D. (Oliveira)                                                                 | Interino em substituição de Luís Magalhães Correia. |                                                                      | |
| Ministro da Marinha                               | Branco, Fernando (1880–1940)                                              | int.                                 | 1931                                                 | VII D. (Oliveira)                                                                 | Interino, novamente em substituição de Luís Magalhães Correia.                                                                                                 |                                                                      | |
|                                                   | Branco, João Soares (1863–1927)                                           |                                      | Ministro da Fazenda                                  | 85.º                                                                              | 1909 | LVIII M. (Teles)                                                     | |
| Ministro da Fazenda                               | Branco, João Soares (1863–1927)                                           | 87.º                                 | 1909–1910                                            | LX M. (Veiga Beirão)                                                              | 2.ª vez. |                                                                      | |
|                                                   | Brandão, Emílio (1821–1909)                                               |                                      | Ministro dos Negócios Eclesiásticos e de Justiça     | 85.º N.E. 85.º J.                                                                 | 1890–1891 | XLIII M. (Crisóstomo)                                                | |
|                                                   | Brás, Manuel da Costa (1934–)                                             |                                      | Ministro da Administração Interna                    | 154.º                                                                             | 1974–1975 | II P. (Gonçalves) III P. (Gonçalves)                                 | |
| Ministro da Administração Interna                 | Brás, Manuel da Costa (1934–)                                             | 158.º                                | 1976–1978                                            | I C. (Soares)                                                                     | 2.ª vez. |                                                                      | |
| Ministro adjunto para a Administração Interna     | Brás, Manuel da Costa (1934–)                                             | 10.º A. 162.º A.I.                   | 1979–1980                                            | V C. (Pintasilgo)                                                                 | 3.ª vez da Administração Interna. |                                                                      | |
|                                                   | Bravo, Pedro (1877–1948)                                                  |                                      | Ministro da Agricultura                              | 40.º                                                                              | 1928–1929 | V D. (Freitas)                                                       | |
|                                                   | Brederode, Fernando (1867–1939)                                           |                                      | Ministro da Marinha                                  | 133.º                                                                             | 1920 | XXV R. (Silva)                                                       | |
| Ministro da Marinha                               | Brederode, Fernando (1867–1939)                                           | 137.º                                | 1921                                                 | XXIX R. (Machado)                                                                 | 2.ª vez. |                                                                      | |
| Ministro do Comércio e Comunicações               | Brederode, Fernando (1867–1939)                                           | 81.º C.io 17.º C.ções                | 1922–1923                                            | XXXVII R. (Silva)                                                                 | |                                                                      | |
|                                                   | Brito, Carlos (1935–)                                                     |                                      | Ministro da Defesa Nacional                          | 20.º                                                                              | 1990 | XI C. (Cavaco Silva)                                                 | |
|                                                   | Brito, Elvino de (1851–1902)                                              |                                      | Ministro das Obras Públicas, Comércio e Indústria    | 43.º O.P. 43.º C. 43.º I.                                                         | 1898–1900 | XLIX M. (J.L. Castro)                                                | |
|                                                   | Brito, Fernando Quitério de (n/d–n/d)                                     |                                      | Ministro da Indústria e Tecnologia                   | 63.º I. 2.º T.                                                                    | 1975 | V P. (Gonçalves)                                                     | |
|                                                   | Brito, José Xavier de (1850–1945)                                         |                                      | Ministro da Marinha                                  | 114.º                                                                             | 1915 | IX R. (Pimenta de Castro)                                            | |
| Ministro dos Negócios Estrangeiros                | Brito, José Xavier de (1850–1945)                                         | int.                                 | 1915                                                 | IX R. (Pimenta de Castro)                                                         | Interino em substituição de Teófilo da Trindade. |                                                                      | |
|                                                   | Bustorff, Maria João (1950–)                                              |                                      | Ministra da Cultura                                  | 16.ª                                                                              | 2004–2005 | XVI C. (Santana Lopes)                                               | |
|                                                   | Cabeçadas, José Mendes (1883–1965)                                        |                                      | Presidente do Ministério                             | 94.º                                                                              | 1926 | I D. (Mendes Cabeçadas)                                              | |
| Ministro da Marinha                               | Cabeçadas, José Mendes (1883–1965)                                        | 147.º                                | 1926                                                 | I D. (Mendes Cabeçadas)                                                           | |                                                                      | |
| Ministro do Interior                              | Cabeçadas, José Mendes (1883–1965)                                        | 130.º                                | 1926                                                 | I D. (Mendes Cabeçadas)                                                           | Inicialmente não empossado (mai–jun. 1926) e interino sem haver um ministro efetivo. Depois, empossado mas continuando interino sem haver um ministro efetivo. |                                                                      | |
| Ministro da Justiça e dos Cultos                  | Cabeçadas, José Mendes (1883–1965)                                        | 149.º J. 142.º C.                    | 1926                                                 | I D. (Mendes Cabeçadas)                                                           | Inicialmente interino (mai.–jun. 1926) sem haver um ministro efetivo. Depois efetivo.                                                                          |                                                                      | |
| Ministro das Finanças                             | Cabeçadas, José Mendes (1883–1965)                                        | 137.º                                | 1926                                                 | I D. (Mendes Cabeçadas)                                                           | Inicialmente interino (mai.–jun. 1926) sem haver um ministro efetivo. Depois efetivo.                                                                          |                                                                      | |
| Ministro da Guerra                                | Cabeçadas, José Mendes (1883–1965)                                        | 131.º                                | 1926                                                 | I D. (Mendes Cabeçadas)                                                           | Interino sem haver um ministro efetivo. |                                                                      | |
| Ministro do Comércio e Comunicações               | Cabeçadas, José Mendes (1883–1965)                                        | 93.º C.io 29.º C.ções                | 1926                                                 | I D. (Mendes Cabeçadas)                                                           | Inicialmente interino (mai.–jun. 1926) sem haver um ministro efetivo. Depois efetivo.                                                                          |                                                                      | |
| Ministro das Colónias                             | Cabeçadas, José Mendes (1883–1965)                                        | 153.º                                | 1926                                                 | I D. (Mendes Cabeçadas)                                                           | Interino sem haver um ministro efetivo. |                                                                      | |
| Ministro da Instrução Pública                     | Cabeçadas, José Mendes (1883–1965)                                        | 47.º                                 | 1926                                                 | I D. (Mendes Cabeçadas)                                                           | Interino sem haver um ministro efetivo. |                                                                      | |
| Ministro da Agricultura                           | Cabeçadas, José Mendes (1883–1965)                                        | 36.º                                 | 1926                                                 | I D. (Mendes Cabeçadas)                                                           | Interino sem haver um ministro efetivo. |                                                                      | |
| Ministro dos Negócios Estrangeiros                | Cabeçadas, José Mendes (1883–1965)                                        | n.e./int.                            | 1926                                                 | I D. (Mendes Cabeçadas)                                                           | Não empossado e interino sem haver um ministro efetivo. |                                                                      | |
|                                                   | Cabral, Alexandre (1859–1919)                                             |                                      | Ministro do Reino                                    | 79.º                                                                              | 1909 | LVIII M. (Teles)                                                     | |
|                                                   | Cabral, António (1863–1956)                                               |                                      | Ministro das Obras Públicas, Comércio e Indústria    | 49.º O.P. 49.º C. 49.º I.                                                         | 1905–1906 | LIII M. (J.L. Castro)                                                | |
| Ministro da Marinha e Ultramar                    | Cabral, António (1863–1956)                                               | 101.º M. 101.º U.                    | 1908–1909                                            | LVII M. (Campos Henriques)                                                        | |                                                                      | |
|                                                   | Cabral, António Bernardo da Costa                                         | Ver: Tomar, Conde de.                | Ver: Tomar, Conde de.                                | Ver: Tomar, Conde de.                                                             | Ver: Tomar, Conde de. | Ver: Tomar, Conde de.                                                | Ver: Tomar, Conde de. |
|                                                   | Cabral, Conde de                                                          | Ver: Cabral, José Bernardo da Silva. | Ver: Cabral, José Bernardo da Silva.                 | Ver: Cabral, José Bernardo da Silva.                                              | Ver: Cabral, José Bernardo da Silva. | Ver: Cabral, José Bernardo da Silva.                                 | Ver: Cabral, José Bernardo da Silva. |
|                                                   | Cabral, Francisco Alberto da Costa (1879–1946)                            |                                      | Ministro da Instrução Pública                        | 33.º                                                                              | 1921 | XXXIII R. (Maia Pinto)                                               | |
| Ministro do Trabalho                              | Cabral, Francisco Alberto da Costa (1879–1946)                            | 31.º                                 | 1925                                                 | XLIV R. (Pereira)                                                                 | |                                                                      | |
|                                                   | Cabral, José Bernardo da Silva (1801–1869)                                |                                      | Ministro dos Negócios Eclesiásticos e de Justiça     | 31.º N.E. 31.º J.                                                                 | 1845–1846 | XIV M. (Terceira)                                                    | Inicialmente interino em substituição de António Bernardo da Costa Cabral (mai.–jul. 1845), por sua vez também interino sem haver um ministro efetivo. Depois efetivo. |
| Ministro do Reino                                 | Cabral, José Bernardo da Silva (1801–1869)                                | int.                                 | 1845                                                 | XIV M. (Terceira)                                                                 | Interino em substituição de António Bernardo da Costa Cabral.                                                                                                  |                                                                      | |
|                                                   | Cabreira, Tomás (1865–1918)                                               |                                      | Ministro das Finanças                                | 94.º                                                                              | 1914 | VI R. (Machado)                                                      | |
|                                                   | Cadilhe, Miguel (1944–)                                                   |                                      | Ministro das Finanças                                | 162.º                                                                             | 1985–1990 | X C. (Cavaco Silva) XI C. (Cavaco Silva)                             | |
|                                                   | Caeiro, Francisco José (1890–1956)                                        |                                      | Ministro das Colónias                                | int.                                                                              | 1942–1943 | II E.N. (Oliveira Salazar)                                           | Interino em substituição de Francisco Vieira Machado. |
|                                                   | Caetano, Marcelo (1906–1980)                                              |                                      | Ministro das Colónias                                | 166.º                                                                             | 1944–1947 | II E.N. (Oliveira Salazar)                                           | |
| Ministro da Presidência                           | Caetano, Marcelo (1906–1980)                                              | 2.º                                  | 1955–1958                                            | II E.N. (Oliveira Salazar)                                                        | |                                                                      | |
| Ministro das Comunicações                         | Caetano, Marcelo (1906–1980)                                              | 46.º                                 | 1956                                                 | II E.N. (Oliveira Salazar)                                                        | Interino sem haver um ministro efetivo. |                                                                      | |
| Ministro dos Negócios Estrangeiros                | Caetano, Marcelo (1906–1980)                                              | int.                                 | 1956–1957                                            | II E.N. (Oliveira Salazar)                                                        | Interino em substituição de Paulo Cunha. |                                                                      | |
| Ministro dos Negócios Estrangeiros                | Caetano, Marcelo (1906–1980)                                              | int.                                 | 1957                                                 | II E.N. (Oliveira Salazar)                                                        | Interino, novamente em substituição de Paulo Cunha. |                                                                      | |
| Presidente do Conselho de Ministros               | Caetano, Marcelo (1906–1980)                                              | 101.º                                | 1968–1974                                            | III E.N. (Caetano)                                                                | |                                                                      | |
| Ministro dos Negócios Estrangeiros                | Caetano, Marcelo (1906–1980)                                              | 143.º                                | 1969–1970                                            | III E.N. (Caetano)                                                                | Interino sem haver um ministro efetivo. |                                                                      | |
|                                                   | Caldas, Júlio Castro (1943–)                                              |                                      | Ministro da Defesa Nacional                          | 26.º                                                                              | 1999–2001 | XIV C. (Guterres)                                                    | |
|                                                   | Caldeira, Manuel António Velez (1791–1868)                                |                                      | Ministro dos Negócios Eclesiásticos de Justiça       | 12.º N.E. 12.º J.                                                                 | 1835–1836 | IV M. (Loureiro)                                                     | |
|                                                   | Camacho, Inocêncio (1867–1943)                                            |                                      | Ministro das Finanças                                | 115.º                                                                             | 1920 | XXVI R. (Granjo)                                                     | |
|                                                   | Camacho, Manuel de Brito (1862–1934)                                      |                                      | Ministro do Fomento                                  | 58.º                                                                              | 1910–1911 | G.P. (I R.) (Braga)                                                  | |
|                                                   | Câmara, Filomeno da (1873–1934)                                           |                                      | Ministro das Finanças                                | 139.º                                                                             | 1926 | II D. (Gomes da Costa)                                               | |
|                                                   | Câmara, Manuel de Sousa da (1871–1955)                                    |                                      | Ministro da Agricultura                              | 16.º                                                                              | 1921 | XXX R. (Barros Queirós)                                              | |
|                                                   | Cameira, Eurico (1888–1938)                                               |                                      | Ministro do Trabalho                                 | 5.º                                                                               | 1919 | XVIII R. (Tamagnini Barbosa)                                         | |
|                                                   | Camoesas, João (1887–1951)                                                |                                      | Ministro da Instrução Pública                        | 37.º                                                                              | 1923 | XXXVII R. (Silva)                                                    | |
| Ministro da Instrução Pública                     | Camoesas, João (1887–1951)                                                | 45.º                                 | 1925                                                 | XLIV R. (Pereira)                                                                 | 2.ª vez. |                                                                      | |
|                                                   | Campelo, António José (1780–1851)                                         |                                      | Ministro da Marinha e Ultramar                       | 32.º M. 32.º U.                                                                   | 1842 | XIV M. (Terceira)                                                    | |
|                                                   | Campinos, Jorge (1937–1993)                                               |                                      | Ministro do Comércio Externo                         | 3.º                                                                               | 1975–1976 | VI P. (Pinheiro de Azevedo)                                          | |
| Ministro sem pasta                                | Campinos, Jorge (1937–1993)                                               | 9.º                                  | 1976–1978                                            | I C. (Soares)                                                                     | |                                                                      | |
|                                                   | Campos, António Correia de (1942–)                                        |                                      | Ministro da Saúde                                    | 15.º                                                                              | 2001–2002 | XIV C. (Guterres)                                                    | |
| Ministro da Saúde                                 | Campos, António Correia de (1942–)                                        | 17.º                                 | 2005–2008                                            | XVII C. (Sócrates)                                                                | 2.ª vez. |                                                                      | |
|                                                   | Campos, Ezequiel de (1874–1965)                                           |                                      | Ministro da Agricultura                              | 31.º                                                                              | 1924–1925 | XLI R. (Domingues dos Santos)                                        | |
|                                                   | Campos, Ezequiel de (1874–1965)                                           | Ministro da Agricultura              | n.e.                                                 | 1926                                                                              | I D. (Mendes Cabeçadas) | Não empossado.                                                       | |
| Ministro do Comércio e Comunicações               | Campos, Ezequiel de (1874–1965)                                           | n.e./int. C.io n.e./int. C.ções      | 1926                                                 | I D. (Mendes Cabeçadas)                                                           | Não empossado, como interino sem haver um ministro efetivo. |                                                                      | |
|                                                   | Campos, Francisco António de (1780–1873)                                  |                                      | Ministro da Fazenda                                  | 6.º                                                                               | 1835 | II M. (Saldanha)                                                     | |
| Ministro da Fazenda                               | Campos, Francisco António de (1780–1873)                                  | 8.º                                  | 1835–1836                                            | IV M. (Loureiro)                                                                  | 2.ª vez. |                                                                      | |
|                                                   | Campos, João Mota de (1927–)                                              |                                      | Ministro de Estado adjunto do presidente do Conselho | 4.º E. 4.º A.                                                                     | 1971–1974 | III E.N. (Caetano)                                                   | |
| Ministro da Agricultura e Comércio                | Campos, João Mota de (1927–)                                              | 45.º A. 107.º C.                     | 1974                                                 | III E.N. (Caetano)                                                                | |                                                                      | |
|                                                   | Campos, José Alexandre de (1794–1850)                                     |                                      | Ministro dos Negócios Eclesiásticos e de Justiça     | 17.º N.E. 17.º J.                                                                 | 1837–1838 | IX M. (Sá da Bandeira)                                               | |
|                                                   | Canavilhas, Gabriela (1961–)                                              |                                      | Ministra da Cultura                                  | 19.ª                                                                              | 2009–2011 | XVIII C. (Sócrates)                                                  | |
|                                                   | Cândido, António (1850–1922)                                              |                                      | Ministro do Reino                                    | 67.º                                                                              | 1890–1891 | XLIII M. (Crisóstomo)                                                | |
| Ministro da Instrução Pública e Belas Artes       | Cândido, António (1850–1922)                                              | 4.º I.P. 2.º B.A.                    | 1890–1891                                            | XLIII M. (Crisóstomo)                                                             | Interino sem haver um ministro efetivo. |                                                                      | |
|                                                   | Cândido, Jacinto (1857–1926)                                              |                                      | Ministro da Marinha e Ultramar                       | 91.º M. 91.º U.                                                                   | 1895–1897 | XLVII M. (Hintze Ribeiro)                                            | |
|                                                   | Capucho, António (1945–)                                                  |                                      | Ministro da Qualidade de Vida                        | 4.º                                                                               | 1983–1984 | IX C. (Soares)                                                       | |
| Ministro dos Assuntos Parlamentares               | Capucho, António (1945–)                                                  | 4.º                                  | 1987–1989                                            | XI C. (Cavaco Silva)                                                              | |                                                                      | |
|                                                   | Cardeira, José Manuel de Elvas (n/d–n/d)                                  |                                      | Ministro da Guerra                                   | 81.º                                                                              | 1909 | LIX M. (Lima)                                                        | |
|                                                   | Cardia, Mário Sottomayor (1941–2006)                                      |                                      | Ministro da Educação e Investigação Científica       | 76.º E. 2.º I.C.                                                                  | 1976–1978 | I C. (Soares)                                                        | |
| Ministro da Educação e Cultura                    | Cardia, Mário Sottomayor (1941–2006)                                      | 76.º E. 6.º C.                       | 1978                                                 | II C. (Soares)                                                                    | 2.ª vez da Educação. |                                                                      | |
|                                                   | Cardona, Celeste (1951–)                                                  |                                      | Ministra da Justiça                                  | 182.ª                                                                             | 2002–2004 | XV C. (Durão Barroso)                                                | |
|                                                   | Cardoso, Alfredo de Sá (1864–1950)                                        |                                      | Presidente do Ministério                             | 71.º                                                                              | 1919–1920 | XXI R. (Sá Cardoso)                                                  | |
| Ministro do Interior                              | Cardoso, Alfredo de Sá (1864–1950)                                        | 106.º                                | 1919–1920                                            | XXI R. (Sá Cardoso)                                                               | |                                                                      | |
| Ministro dos Negócios Estrangeiros                | Cardoso, Alfredo de Sá (1864–1950)                                        | 106.º                                | 1919                                                 | XXI R. (Sá Cardoso)                                                               | Interino sem haver um ministro efetivo. |                                                                      | |
| Ministro das Colónias                             | Cardoso, Alfredo de Sá (1864–1950)                                        | int.                                 | 1920                                                 | XXI R. (Sá Cardoso)                                                               | Interino em substituição de Álvaro de Castro. |                                                                      | |
| Ministro do Interior                              | Cardoso, Alfredo de Sá (1864–1950)                                        | 123.º                                | 1923–1924                                            | XXXIX R. (A. Castro)                                                              | 2.ª vez. |                                                                      | |
|                                                   | Cardoso, António Lopes (1933–2000)                                        |                                      | Ministro da Agricultura e Pescas                     | 47.º A. 2.º P.                                                                    | 1975–1976 | VI P. (Pinheiro de Azevedo) I C. (Soares)                            | |
|                                                   | Cardoso, Artur Lopes (1881–1968)                                          |                                      | Ministro da Justiça e dos Cultos                     | 130.º J. 123.º C.                                                                 | 1919–1920 | XXI R. (Sá Cardoso)                                                  | |
| Ministro da Justiça e dos Cultos                  | Cardoso, Artur Lopes (1881–1968)                                          | 134.º J. 127.º C.                    | 1920–1921                                            | XXVI R. (Granjo) XXVII R. (A. Castro) XXVIII R. (Pinto) XXIX R. (Machado)         | 2.ª vez. |                                                                      | |
| Ministro da Justiça e dos Cultos                  | Cardoso, Artur Lopes (1881–1968)                                          | 142.º J. 135.º C.                    | 1923                                                 | XXXVIII R. (Ginestal Machado)                                                     | 3.ª vez. |                                                                      | |
|                                                   | Cardoso, José Pires (1904–1990)                                           |                                      | Ministro do Interior                                 | 148.º                                                                             | 1958 | II E.N. (Oliveira Salazar)                                           | |
|                                                   | Carlos, Adelino da Palma (1905–1992)                                      |                                      | Primeiro-ministro                                    | 102.º                                                                             | 1974 | I P. (Palma Carlos)                                                  | |
|                                                   | Carmo, Bento Pereira do (1776–1845)                                       |                                      | Ministro do Reino                                    | 8.º                                                                               | 1834 | G.R.                                                                 | |
|                                                   | Carmona, Óscar (1869–1951)                                                |                                      | Ministro da Guerra                                   | 118.º                                                                             | 1923 | XXXVIII R. (Ginestal Machado)                                        | |
|                                                   | Carmona, Óscar (1869–1951)                                                | Ministro dos Negócios Estrangeiros   | 124.º                                                | 1926                                                                              | I D. (Mendes Cabeçadas) II D. (Gomes da Costa) |                                                                      | |
| Presidente do Ministério                          | Carmona, Óscar (1869–1951)                                                | 96.º                                 | 1926–1928                                            | III D. (Carmona)                                                                  | |                                                                      | |
| Ministro da Guerra                                | Carmona, Óscar (1869–1951)                                                | 133.º                                | 1926                                                 | III D. (Carmona)                                                                  | 2.ª vez. |                                                                      | |
| Ministro dos Negócios Estrangeiros                | Carmona, Óscar (1869–1951)                                                | int.                                 | 1926                                                 | III D. (Carmona)                                                                  | Interino em substituição de António Maria de Bettencourt Rodrigues.                                                                                            |                                                                      | |
|                                                   | Carneiro, Francisco Sá (1934–1980)                                        |                                      | Ministro sem pasta                                   | 1.º                                                                               | 1974 | I P. (Palma Carlos)                                                  | |
| Ministro adjunto do primeiro-ministro             | Carneiro, Francisco Sá (1934–1980)                                        | 6.º                                  | 1974                                                 | I P. (Palma Carlos)                                                               | |                                                                      | |
| Primeiro-ministro                                 | Carneiro, Francisco Sá (1934–1980)                                        | 109.º                                | 1980                                                 | VI C. (Sá Carneiro)                                                               | |                                                                      | |
|                                                   | Carneiro, Roberto (1947–)                                                 |                                      | Ministro da Educação                                 | 84.º                                                                              | 1987–1991 | XI C. (Cavaco Silva)                                                 | |
|                                                   | Carreira, Henrique Medina (1931–)                                         |                                      | Ministro das Finanças                                | 153.º                                                                             | 1976–1978 | I C. (Soares)                                                        | |
|                                                   | Carreira, Visconde da Luís António de Abreu e Lima (1787–1871)            |                                      | Ministro dos Negócios Estrangeiros                   | n.e.                                                                              | 1939 | XI M. (Bonfim)                                                       | Não empossado. |
| Ministro dos Negócios Estrangeiros                | Carreira, Visconde da Luís António de Abreu e Lima (1787–1871)            | n.e.                                 | 1946                                                 | XVI M. (Saldanha)                                                                 | Não empossado. |                                                                      | |
|                                                   | Carrilho, Manuel Maria (1951–)                                            |                                      | Ministro da Cultura                                  | 12.º                                                                              | 1995–2000 | XIII C. (Guterres) XIV C. (Guterres)                                 | |
|                                                   | Carvalho (filho), Alberto António de Morais (1853–1932)                   |                                      | Ministro dos Negócios Eclesiásticos e de Justiça     | 86.º N.E. 86.º J.                                                                 | 1891–1892 | XLIV M. (Crisóstomo)                                                 | |
| Ministro da Fazenda                               | Carvalho (filho), Alberto António de Morais (1853–1932)                   | int.                                 | 1891                                                 | XLIV M. (Crisóstomo)                                                              | Interino em substituição de Mariano de Carvalho. |                                                                      | |
|                                                   | Carvalho (pai), Alberto António de Morais (1801–1878)                     |                                      | Ministro dos Negócios Eclesiásticos e de Justiça     | 55.º N.E. 55.º J.                                                                 | 1860–1862 | XXV M. (Loulé)                                                       | |
|                                                   | Carvalho, Antão de (1871–1948)                                            |                                      | Ministro da Agricultura                              | 19.º                                                                              | 1921 | XXXII R. (Coelho) XXXIII R. (Maia Pinto)                             | |
|                                                   | Carvalho, António de Azevedo Melo e (1795–1862)                           |                                      | Ministro dos Negócios Eclesiásticos e de Justiça     | 28.º N.E. 28.º J.                                                                 | 1842 | XIV M. (Terceira)                                                    | |
| Ministro do Reino                                 | Carvalho, António de Azevedo Melo e (1795–1862)                           | 32.º                                 | 1847                                                 | XVI M. (Saldanha)                                                                 | |                                                                      | |
|                                                   | Carvalho, António Pires de (1864–1947)                                    |                                      | Ministro do Comércio e Comunicações                  | 75.º C.io 11.º C.ções                                                             | 1921 | XXXII R. (Coelho)                                                    | |
| Ministro do Trabalho                              | Carvalho, António Pires de (1864–1947)                                    | 17.º                                 | 1921                                                 | XXXII R. (Coelho)                                                                 | Interino sem haver um ministro efetivo. |                                                                      | |
|                                                   | Carvalho, António Ribeiro de (1889–1967)                                  |                                      | Ministro da Guerra                                   | 119.º                                                                             | 1923–1924 | XXXIX R. (A. Castro)                                                 | |
|                                                   | Carvalho, Arlindo de (1945–)                                              |                                      | Ministro da Saúde                                    | 11.º                                                                              | 1990–1993 | XI C. (Cavaco Silva) XII C. (Cavaco Silva)                           | |
|                                                   | Carvalho, Augusto Saraiva de (1839–1882)                                  |                                      | Ministro da Fazenda                                  | 46.º                                                                              | 1869 | XXIX M. (Sá da Bandeira)                                             | |
| Ministro dos Negócios Eclesiásticos e de Justiça  | Carvalho, Augusto Saraiva de (1839–1882)                                  | 68.º N.E. 68.º J.                    | 1870–1871                                            | XXXIII M. (Ávila)                                                                 | |                                                                      | |
| Ministro das Obras Públicas, Comércio e Indústria | Carvalho, Augusto Saraiva de (1839–1882)                                  | 27.º O.P. 27.º C. 27.º I.            | 1879–1881                                            | XXXVII M. (Braamcamp)                                                             | |                                                                      | |
|                                                   | Carvalho, Daniel Proença de (1941–)                                       |                                      | Ministro da Comunicação Social                       | 6.º                                                                               | 1978–1979 | IV C. (Mota Pinto)                                                   | |
|                                                   | Carvalho, Eusébio Marques de (1935–)                                      |                                      | Ministro do Trabalho                                 | 43.º                                                                              | 1978–1979 | IV C. (Mota Pinto)                                                   | |
| Ministro do Trabalho                              | Carvalho, Eusébio Marques de (1935–)                                      | 45.º                                 | 1980–1981                                            | VI C. (Sá Carneiro, até 4 dez. 1980) (Freitas do Amaral, desde 4 dez. 1980)       | 2.ª vez. |                                                                      | |
| Ministro da Reforma Administrativa                | Carvalho, Eusébio Marques de (1935–)                                      | 2.º                                  | 1981                                                 | VII C. (Pinto Balsemão                                                            | |                                                                      | |
|                                                   | Carvalho, Fernando Martins de (1872–1947)                                 |                                      | Ministro da Fazenda                                  | 83.º                                                                              | 1907–1908 | LV M. (Franco)                                                       | |
|                                                   | Carvalho, Francisco Neto de (1921–)                                       |                                      | Ministro da Saúde e Assistência                      | 4.º S. 4.º A.                                                                     | 1963–1968 | II E.N. (Oliveira Salazar)                                           | |
|                                                   | Carvalho, Graça (1955–)                                                   |                                      | Ministra da Ciência e Ensino Superior                | 9.ª C. 4.ª E.S.                                                                   | 2003–2004 | XV C. (Durão Barroso)                                                | |
| Ministra da Ciência, Inovação e Ensino Superior   | Carvalho, Graça (1955–)                                                   | 9.ª C. 1.ª I. 4.ª E.S.               | 2004–2005                                            | XV C. (Durão Barroso)                                                             | Continuação da vez anterior. |                                                                      | |
|                                                   | Carvalho, Henrique Martins de (1919–1994)                                 |                                      | Ministro da Saúde e Assitência                       | 1.º S. 1.º A.                                                                     | 1958–1962 | II E.N. (Oliveira Salazar)                                           | |
|                                                   | Carvalho, João Manuel de (1866–1946)                                      |                                      | Ministro da Marinha                                  | 140.º                                                                             | 1921–1922 | XXXIII R. (Maia Pinto) XXXIV R. (Cunha Leal)                         | |
|                                                   | Carvalho, José da Silva (1782–1856)                                       |                                      | Ministro da Fazenda                                  | 5.º                                                                               | 1832–1835 | G.R. 1.º M. (Palmela)                                                | Inicialmente interino (dez. 1832–jan. 1833) em substituição de José Xavier Mouzinho da Silveira. Depois efetivo.                                                       |
| Ministro da Marinha e Ultramar                    | Carvalho, José da Silva (1782–1856)                                       | int. M. int. U.                      | 1833                                                 | G.R.                                                                              | Interino em substituição de Bernardo de Sá Nogueira. |                                                                      | |
| Ministro dos Negócios Eclesiásticos e de Justiça  | Carvalho, José da Silva (1782–1856)                                       | 6.º N.E. 6.º J.                      | 1833–1834                                            | G.R.                                                                              | Interino sem haver um ministro efetivo. |                                                                      | |
| Ministro da Fazenda                               | Carvalho, José da Silva (1782–1856)                                       | 7.º                                  | 1835                                                 | 3.º M. (Saldanha)                                                                 | 2.ª vez. |                                                                      | |
| Ministro da Fazenda                               | Carvalho, José da Silva (1782–1856)                                       | 10.º                                 | 1836                                                 | 5.º M. (Terceira)                                                                 | 3.ª vez. |                                                                      | |
|                                                   | Carvalho, Lourenço António de (n/d–n/d)                                   |                                      | Ministro das Obras Públicas, Comércio e Indústria    | 24.º O.P. 24.º C. 24.º I.                                                         | 1876–1877 | XXXIV M. (Fontes Pereira de Melo)                                    | |
| Ministro das Obras Públicas, Comércio e Indústria | Carvalho, Lourenço António de (n/d–n/d)                                   | 26.º O.P. 26.º C. 26.º I.            | 1878–1879                                            | XXXVI M. (Fontes Pereira de Melo)                                                 | 2.ª vez. |                                                                      | |
|                                                   | Carvalho, Luís Mesquita de (1868–1931)                                    |                                      | Ministro da Justiça e dos Cultos                     | 120.º J. 113.º C.                                                                 | 1916–1917 | 13.º R. (Almeida)                                                    | |
| Ministro da Justiça e dos Cultos                  | Carvalho, Luís Mesquita de (1868–1931)                                    | n.e.                                 | 1920                                                 | 22.º R. (Fernandes Costa)                                                         | Não empossado. |                                                                      | |
| Ministro da Justiça e dos Cultos                  | Carvalho, Luís Mesquita de (1868–1931)                                    | 131.º J. 124.º C.                    | 1920                                                 | 23.º R. (Pereira)                                                                 | 2.ª vez. |                                                                      | |
|                                                   | Carvalho, Manuel António de (1785–1858)                                   |                                      | Ministro dos Negócios Eclesiásticos e de Justiça     | 10.º N.E. 10.º J.                                                                 | 1835 | II M. (Saldanha)                                                     | |
| Ministro da Fazenda                               | Carvalho, Manuel António de (1785–1858)                                   | 14.º                                 | 1838–1839                                            | IX M. (Sá da Bandeira) X M. (Sabrosa)                                             | Interino sem haver um ministro efetivo. |                                                                      | |
|                                                   | Carvalho, Manuel Rodrigues de (1929–1999)                                 |                                      | Ministro da Educação e Cultura                       | 73.º E. 4.º C.                                                                    | 1974–1975 | III P. (Gonçalves)                                                   | |
|                                                   | Carvalho, Mariano de (1836–1905)                                          |                                      | Ministro da Fazenda                                  | 62.º                                                                              | 1886–1889 | XLI M. (J.L. Castro)                                                 | |
| Ministro da Fazenda                               | Carvalho, Mariano de (1836–1905)                                          | 68.º                                 | 1891–1892                                            | XLIV M. (Crisóstomo)                                                              | 2.ª vez. |                                                                      | |
| Ministro do Reino                                 | Carvalho, Mariano de (1836–1905)                                          | int.                                 | 1891                                                 | XLIV M. (Crisóstomo)                                                              | Interino em substituição de Lopo Vaz de Sampaio e Melo. |                                                                      | |
|                                                   | Castanho, José Ribeiro (1875–1945)                                        |                                      | Ministro do Interior                                 | 135.º                                                                             | 1926–1927 | III D. (Carmona)                                                     | |
|                                                   | Castelo Branco, António de Azevedo (1842–1916)                            |                                      | Ministro dos Negócios Eclesiásticos e de Justiça     | 89.º N.E. 89.º J.                                                                 | 1893–1897 | XLVII M. (Hintze Ribeiro)                                            | |
| Ministro da Marinha e Ultramar                    | Castelo Branco, António de Azevedo (1842–1916)                            | 98.º M. 98.º U.                      | 1906                                                 | LIV M. (Hintze Ribeiro)                                                           | |                                                                      | |
|                                                   | Castelo Branco, José de Azevedo (1852–1923)                               |                                      | Ministro dos Negócios Estrangeiros                   | 88.º                                                                              | 1910 | LXI M. (Teixeira de Sousa)                                           | |
|                                                   | Castilho, Augusto de (1841–1912)                                          |                                      | Ministro da Marinha e Ultramar                       | 100.º M. 100.º U.                                                                 | 1908 | LVI M. (Ferreira do Amaral)                                          | |
|                                                   | Castro e Sola, Conde de Amadeu Teles da Fonseca Castro e Sola (1874–1948) |                                      | Ministro dos Negócios Eclesiásticos e de Justiça     | 100.º N.E. 100.º J.                                                               | 1909 | LVIII M. (Teles)                                                     | |
|                                                   | Castro, Alberto Osório de (1868–1946)                                     |                                      | Secretário de Estado da Justiça e dos Cultos         | 124.º J. 117.º C.                                                                 | 1918 | XVI R. (Pais)                                                        | |
|                                                   | Castro, Álvaro de (1878–1928)                                             |                                      | Ministro da Justiça                                  | 110.º                                                                             | 1913–1914 | V R. (Costa)                                                         | |
| Ministro das Finanças                             | Castro, Álvaro de (1878–1928)                                             | 96.º                                 | 1914–1915                                            | VIII R. (Azevedo Coutinho)                                                        | |                                                                      | |
| Ministro das Colónias                             | Castro, Álvaro de (1878–1928)                                             | 129.º                                | 1920                                                 | XXI R. (Sá Cardoso)                                                               | |                                                                      | |
| Presidente do Ministério                          | Castro, Álvaro de (1878–1928)                                             | 77.º                                 | 1920                                                 | XXVII R. (A. Castro)                                                              | |                                                                      | |
| Ministro do Interior                              | Castro, Álvaro de (1878–1928)                                             | 113.º                                | 1920                                                 | XXVII R. (A. Castro)                                                              | |                                                                      | |
| Ministro da Guerra                                | Castro, Álvaro de (1878–1928)                                             | 107.º                                | 1920–1921                                            | XXVII R. (A. Castro) XXVIII R. (Pinto)XXIX R. (Machado)                           | Inicialmente interino (nov. 1920). Depois efetivo. |                                                                      | |
| Presidente do Ministério                          | Castro, Álvaro de (1878–1928)                                             | 87.º                                 | 1923–1924                                            | XXXIX R. (A. Castro)                                                              | 2.ª vez. |                                                                      | |
| Ministro das Colónias                             | Castro, Álvaro de (1878–1928)                                             | 145.º                                | 1923                                                 | XXXIX R. (A. Castro)                                                              | 2.ª vez. |                                                                      | |
| Ministro das Finanças                             | Castro, Álvaro de (1878–1928)                                             | 130.º                                | 1923–1924                                            | XXXIX R. (A. Castro)                                                              | 2.ª vez. Inicialmente interino (dez. 1923). Depois efetivo. |                                                                      | |
| Ministro da Guerra                                | Castro, Álvaro de (1878–1928)                                             | 120.º                                | 1924                                                 | XXXIX R. (A. Castro)                                                              | 2.ª vez. Interino sem haver um ministro efetivo. |                                                                      | |
|                                                   | Castro, António de Oliveira e (1865–n/d)                                  |                                      | Ministro da Justiça e dos Cultos                     | 133.º J. 126.º C.                                                                 | 1920 | XXV R. (Silva)                                                       | |
|                                                   | Castro, António Vieira de (1766–1842)                                     |                                      | Ministro dos Negócios Eclesiásticos e de Justiça     | 14.º N.E. 14.º J.                                                                 | 1836–1837 | VI M. (Lumiares) VII M. (Sá da Bandeira)                             | |
| Ministro da Marinha e Ultramar                    | Castro, António Vieira de (1766–1842)                                     | 17.º M. 17.º U.                      | 1836–1837                                            | VII M. (Sá da Bandeira)                                                           | Interino sem haver um ministro efetivo. |                                                                      | |
|                                                   | Castro, Caetano Pereira Sanches de (1822–1908)                            |                                      | Ministro da Guerra                                   | 63.º                                                                              | 1881 | XXXVIII M. (Rodrigues Sampaio)                                       | |
|                                                   | Castro, Conde de José Joaquim Gomes de Castro (1794–1878)                 |                                      | Ministro dos Negócios Estrangeiros                   | 23.º                                                                              | 1842–1846 | XIV M. (Terceira)                                                    | Ainda sem qualquer título. |
| Ministro dos Negócios Estrangeiros                | Castro, Conde de José Joaquim Gomes de Castro (1794–1878)                 | 30.º                                 | 1848–1849                                            | XVII M. (Saldanha)                                                                | 2.ª vez. A partir de dez. 1848, com o título de visconde. |                                                                      | |
| Ministro da Marinha e Ultramar                    | Castro, Conde de José Joaquim Gomes de Castro (1794–1878)                 | 42.º M. 42.º U.                      | 1848–1849                                            | XVII M. (Saldanha)                                                                | Interino sem haver um ministro efetivo. A partir de dez. 1848, com o título de visconde.                                                                       |                                                                      | |
| Ministro dos Negócios Estrangeiros                | Castro, Conde de José Joaquim Gomes de Castro (1794–1878)                 | 42.º                                 | 1865–1866                                            | XXVII M. (Aguiar)                                                                 | 3.ª vez. Com o título de conde. |                                                                      | |
| Ministro das Obras Públicas, Comércio e Indústria | Castro, Conde de José Joaquim Gomes de Castro (1794–1878)                 | 10.º O.P. 10.º C. 10.º I.            | 1865–1866                                            | XXVII M. (Aguiar)                                                                 | Com o título de conde. |                                                                      | |
|                                                   | Castro, João do Canto e (1862–1934)                                       |                                      | Secretário de Estado da Marinha                      | 123.º                                                                             | 1918 | XVI R. (Pais, até 14 dez. 1918) (Canto e Castro, desde 15 dez. 1918) | |
| Secretário de Estado dos Negócios Estrangeiros    | Castro, João do Canto e (1862–1934)                                       | int.                                 | 1918                                                 | XVI R. (Pais)                                                                     | Interino em substituição de António Egas Moniz |                                                                      | |
| Presidente do Governo                             | Castro, João do Canto e (1862–1934)                                       | 67.º                                 | 1918                                                 | XVI R. (Canto e Castro)                                                           | Interino, por morte de Sidónio Pais. |                                                                      | |
| Presidente da República                           | Castro, João do Canto e (1862–1934)                                       | 67.º                                 | 1918                                                 | XVI R. (Canto e Castro)                                                           | |                                                                      | |
|                                                   | Castro, Joaquim António de Melo e (1882–1953)                             |                                      | Ministro da Agricultura                              | 6.º                                                                               | 1920 | XXIII R. (Pereira)                                                   | |
| Ministro da Agricultura                           | Castro, Joaquim António de Melo e (1882–1953)                             | 24.º                                 | 1923                                                 | XXXVII R. (Silva)                                                                 | 2.ª vez. |                                                                      | |
| Ministro da Agricultura                           | Castro, Joaquim António de Melo e (1882–1953)                             | 28.º                                 | 1924                                                 | XXXIX R. (A. Castro)                                                              | 3.ª vez. |                                                                      | |
|                                                   | Castro, Joaquim Pimenta de (1846–1918)                                    |                                      | Ministro da Guerra                                   | 85.º                                                                              | 1911 | II R. (Chagas)                                                       | |
| Presidente do Ministério                          | Castro, Joaquim Pimenta de (1846–1918)                                    | 61.º                                 | 1915                                                 | IX R. (Pimenta de Castro)                                                         | |                                                                      | |
| Ministro da Guerra                                | Castro, Joaquim Pimenta de (1846–1918)                                    | 91.º                                 | 1915                                                 | IX R. (Pimenta de Castro)                                                         | 2.ª vez. |                                                                      | |
| Ministro do Interior                              | Castro, Joaquim Pimenta de (1846–1918)                                    | 90.º                                 | 1915                                                 | IX R. (Pimenta de Castro)                                                         | Interino sem haver um minitro efetivo. |                                                                      | |
| Ministro da Justiça e dos Cultos                  | Castro, Joaquim Pimenta de (1846–1918)                                    | 116.º J. 109.º C.                    | 1915                                                 | IX R. (Pimenta de Castro)                                                         | Interino sem haver um minitro efetivo. |                                                                      | |
| Ministro das Finanças                             | Castro, Joaquim Pimenta de (1846–1918)                                    | 97.º                                 | 1915                                                 | IX R. (Pimenta de Castro)                                                         | Interino sem haver um minitro efetivo. |                                                                      | |
| Ministro da Marinha                               | Castro, Joaquim Pimenta de (1846–1918)                                    | 113.º                                | 1915                                                 | IX R. (Pimenta de Castro)                                                         | Interino sem haver um minitro efetivo. |                                                                      | |
| Ministro dos Negócios Estrangeiros                | Castro, Joaquim Pimenta de (1846–1918)                                    | 96.º                                 | 1915                                                 | IX R. (Pimenta de Castro)                                                         | Interino sem haver um minitro efetivo. |                                                                      | |
| Ministro do Fomento                               | Castro, Joaquim Pimenta de (1846–1918)                                    | 66.º                                 | 1915                                                 | IX R. (Pimenta de Castro)                                                         | Interino sem haver um minitro efetivo. |                                                                      | |
| Ministro das Colónias                             | Castro, Joaquim Pimenta de (1846–1918)                                    | 114.º                                | 1915                                                 | IX R. (Pimenta de Castro)                                                         | Interino sem haver um minitro efetivo. |                                                                      | |
| Ministro da Instrução Pública                     | Castro, Joaquim Pimenta de (1846–1918)                                    | 10.º                                 | 1915                                                 | IX R. (Pimenta de Castro)                                                         | Interino sem haver um minitro efetivo. |                                                                      | |
|                                                   | Castro, José de (1848–1929)                                               |                                      | Ministro da Instrução Pública                        | n.e.                                                                              | 1915 | X R. (Chagas)                                                        | |
| Ministro da Guerra                                | Castro, José de (1848–1929)                                               | 92.º                                 | 1915                                                 | X R. (Chagas, até 17 mai. 1915) (J. Castro, desde 17 mai. 1915) XI R. (J. Castro) | |                                                                      | |
| Presidente do Ministério                          | Castro, José de (1848–1929)                                               | 62.º                                 | 1915                                                 | X R. (J. Castro) XI R. (J. Castro)                                                | Inicialmente interino em substituição do nunca empossado João Chagas (mai.–jun. 1915). Depois efetivo.                                                         |                                                                      | |
| Ministro do Interior                              | Castro, José de (1848–1929)                                               | 92.º                                 | 1915                                                 | X R. (J. Castro)                                                                  | Interino em substituição do nunca empossado João Chagas. |                                                                      | |
| Ministro da Marinha                               | Castro, José de (1848–1929)                                               | int.                                 | 1915                                                 | X R. (J. Castro)                                                                  | Interino em substituição de Francisco Fernandes Costa. |                                                                      | |
| Ministro da Instrução Pública                     | Castro, José de (1848–1929)                                               | int.                                 | 1915                                                 | X R. (J. Castro)                                                                  | Interino em substituição de Sebastião Magalhães Lima. |                                                                      | |
| Ministro da Marinha                               | Castro, José de (1848–1929)                                               | 116.º                                | 1915                                                 | XI R. (J. Castro)                                                                 | Inicialmente interino sem haver um ministro efetivo (jun.–jul. 1915). Depois efetivo.                                                                          |                                                                      | |
|                                                   | Castro, José Joaquim de (n/d–n/d)                                         |                                      | Ministro da Guerra                                   | 62.º                                                                              | 1880–1881 | XXXVII M. (Braamcamp)                                                | |
| Ministro da Guerra                                | Castro, José Joaquim de (n/d–n/d)                                         | 66.º                                 | 1888–1889                                            | XLI M. (J.L. Castro)                                                              | 2.ª vez. |                                                                      | |
|                                                   | Castro, José Luciano de (1834–1914)                                       |                                      | Ministro dos Negócios Eclesiásticos e de Justiça     | 63.º N.E. 63.º J.                                                                 | 1869–1870 | XXX M. (Loulé)                                                       | |
| Ministro do Reino                                 | Castro, José Luciano de (1834–1914)                                       | 61.º                                 | 1879–1881                                            | XXXVII M. (Braamcamp)                                                             | |                                                                      | |
| Presidente do Conselho de Ministros               | Castro, José Luciano de (1834–1914)                                       | 38.º                                 | 1886–1890                                            | XLI M. (J.L. Castro)                                                              | |                                                                      | |
| Ministro do Reino                                 | Castro, José Luciano de (1834–1914)                                       | 65.º                                 | 1886–1890                                            | XLI M. (J.L. Castro)                                                              | 2.ª vez. |                                                                      | |
| Ministro dos Negócios Eclesiásticos e de Justiça  | Castro, José Luciano de (1834–1914)                                       | int.                                 | 1886                                                 | XLI M. (J.L. Castro)                                                              | Interino em substituição de Francisco da Veiga Beirão. |                                                                      | |
| Presidente do Conselho de Ministros               | Castro, José Luciano de (1834–1914)                                       | 43.º                                 | 1897–1900                                            | XLVIII M. (J.L. Castro) XLIX M. (J.L. Castro)                                     | 2.ª vez. |                                                                      | |
| Ministro do Reino                                 | Castro, José Luciano de (1834–1914)                                       | 71.º                                 | 1897–1900                                            | XLVIII M. (J.L. Castro) XLIX M. (J.L. Castro)                                     | 3.ª vez. |                                                                      | |
| Ministro da Guerra                                | Castro, José Luciano de (1834–1914)                                       | int.                                 | 1897                                                 | XLVIII M. (J.L. Castro)                                                           | Interino em substituição de Francisco Maria da Cunha. |                                                                      | |
| Ministro da Guerra                                | Castro, José Luciano de (1834–1914)                                       | int.                                 | 1898                                                 | XLVIII M. (J.L. Castro)                                                           | Interino novamente em substituição de Francisco Maria da Cunha.                                                                                                |                                                                      | |
| Presidente do Conselho de Ministros               | Castro, José Luciano de (1834–1914)                                       | 45.º                                 | 1904–1906                                            | LII M. (J.L. Castro) LIII M. (J.L. Castro)                                        | 3.ª vez. |                                                                      | |
|                                                   | Castro, Luís Filipe de (1868–1928)                                        |                                      | Ministro das Obras Públicas, Comércio e Indústria    | 53.º O.P. 53.º C. 53.º I.                                                         | 1908–1909 | LVII M. (Campos Henriques) LVIII M. (Teles)                          | |
|                                                   | Castro, Manuel de Portugal e (1787–1854)                                  |                                      | Ministro da Marinha e Ultramar                       | 37.º M. 37.º U.                                                                   | 1846–1847 | XVI M. (Saldanha)                                                    | |
| Ministro dos Negócios Estrangeiros                | Castro, Manuel de Portugal e (1787–1854)                                  | int.                                 | 1846–1847                                            | XVI M. (Saldanha)                                                                 | Interino em substituição do marquês de Saldanha (por sua vez, interino sem haver um ministro efetivo).                                                         |                                                                      | |
|                                                   | Castro, Pedro de (1867–n/d)                                               |                                      | Ministro da Justiça e dos Cultos                     | 145.º J. 138.º C.                                                                 | 1924–1925 | XLI R. (Domingues dos Santos)                                        | |
|                                                   | Catroga, Eduardo (1942–)                                                  |                                      | Ministro das Finanças                                | 165.º                                                                             | 1993–1995 | XII C. (Cavaco Silva)                                                | |
|                                                   | Cerqueira, António do Lago (1880–1945)                                    |                                      | Ministro do Trabalho                                 | 30.º                                                                              | 1925 | XLIII R. (Silva)                                                     | |
| Ministro dos Negócios Estrangeiros                | Cerqueira, António do Lago (1880–1945)                                    | 122.º                                | 1925                                                 | XLIII R. (Silva)                                                                  | Interino em substituição do nunca empossado Albano Portugal Durão.                                                                                             |                                                                      | |
|                                                   | Chagas, Artur Octávio do Rego (1869–1944)                                 |                                      | Ministro da Instrução Pública                        | 25.º                                                                              | 1920 | XXVI R. (Granjo)                                                     | |
|                                                   | Chagas, João (1863–1925)                                                  |                                      | Presidente do Ministério                             | 55.º                                                                              | 1911 | II R. (Chagas)                                                       | |
| Ministro do Interior                              | Chagas, João (1863–1925)                                                  | 84.º                                 | 1911                                                 | II R. (Chagas)                                                                    | |                                                                      | |
| Ministro dos Negócios Estrangeiros                | Chagas, João (1863–1925)                                                  | 90.º                                 | 1911                                                 | II R. (Chagas)                                                                    | Interino sem haver um ministro efetivo. |                                                                      | |
| Presidente do Ministério                          | Chagas, João (1863–1925)                                                  | n.e.                                 | 1915                                                 | X R. (Chagas)                                                                     | Não empossado. |                                                                      | |
| Ministro do Interior                              | Chagas, João (1863–1925)                                                  | n.e.                                 | 1915                                                 | X R. (Chagas)                                                                     | Não empossado. |                                                                      | |
|                                                   | Chagas, Manuel Pinheiro (1842–1895)                                       |                                      | Ministro da Marinha e Ultramar                       | 78.º M. 78.º U.                                                                   | 1883–1886 | XL M. (Fontes Pereira de Melo)                                       | |
|                                                   | Chanceleiros, Visconde de Sebastião José de Carvalho (1833–1905)          |                                      | Ministro das Obras Públicas, Comércio e Indústria    | 21.º O.P. 21.º C. 21.º I.                                                         | 1871 | XXXIII M. (Ávila)                                                    | |
| Ministro das Obras Públicas, Comércio e Indústria | Chanceleiros, Visconde de Sebastião José de Carvalho (1833–1905)          | 37.º O.P. 37.º C. 37.º I.            | 1892                                                 | XLV M. (Dias Ferreira)                                                            | 2.ª vez. |                                                                      | |
|                                                   | Chaves, Francisco Rego (1881–1941)                                        |                                      | Ministro das Finanças                                | 110.º                                                                             | 1919–1920 | XXI R. (Sá Cardoso)                                                  | |
| Ministro das Colónias                             | Chaves, Francisco Rego (1881–1941)                                        | 142.º                                | 1921–1922                                            | XXXIV R. (Cunha Leal)                                                             | |                                                                      | |
|                                                   | Chaves, Henrique (1951–)                                                  |                                      | Ministro adjunto do primeiro-ministro                | 23.º                                                                              | 2004 | XVI C. (Santana Lopes)                                               | |
| Ministro da Juventude, Desporto e Reabilitação    | Chaves, Henrique (1951–)                                                  | 4.º J. 3.º D. 1.º R.                 | 2004                                                 | XVI C. (Santana Lopes)                                                            | |                                                                      | |
|                                                   | Cid, José de Matos (1871–1945)                                            |                                      | Ministro da Justiça e dos Cultos                     | 135.º J. 128.º C.                                                                 | 1921 | XXX R. (Barros Queirós)                                              | |
|                                                   | Cid, José Sobral (1877–1941)                                              |                                      | Ministro da Instrução Pública                        | 8.º                                                                               | 1914 | VI R. (Machado) VII R. (Machado)                                     | |
|                                                   | Claro, António (1863–1931)                                                |                                      | Ministro do Interior                                 | 132.º                                                                             | 1926 | II D. (Gomes da Costa)                                               | |